# رون تومبكينز
رون تومبكينز (بالإنجليزية: Ron Tompkins)‏ هو لاعب كرة قاعدة أمريكي، ولد في 27 نوفمبر 1944 في سان دييغو في الولايات المتحدة.

## وصلات خارجية
- رون تومبكينز على موقعبيزبول رفرنس.كوم (الدوري الرئيسي) (الإنجليزية)